# Parker Sawyers
Parker Sawyers (New York, 24 maggio 1983) è un attore statunitense.

## Biografia
Dopo una lunga carriera come attore teatrale, debutta nel 2012 al cinema. Il primo ruolo da protagonista arriva nel 2016, quando interpreta Barack Obama nel film biografico Ti amo Presidente, per il quale viene candidato al prestigioso Black Reel Awards. Continua la sua carriera recitando in vari film e serie TV. 

## Filmografia

### Cinema
- Zero Dark Thirty, regia di Kathryn Bigelow (2012)
- Alla ricerca di Jane, regia di Jerusha Hess(2013)
- Kick-Ass 2, regia di Jeff Mandeloww (2013)
- Jack Ryan - L'iniziazione, regia di Kenneth Branagh (2014)
- Survivor, regia di James McTeigue (2015)
- Ti amo Presidente, regia di Richard Tanne (2016)
- Autopsy, regia di André Øvredal(2016)
- Castello di sabbia, regia di Fernando Coimbra (2017)
- La mummia, regia di Alex Kurtzman (2017)
- Infinite Storm, regia di Małgorzata Szumowska e Michał Englert (2022)
- The Nan Movie, regia di Josie Rourke (2022)
- Jay Kelly, regia di Noah Baumbach (2025)

### Televisione
- Lilyhammer – serie TV, episodio 1x05 (2012)
- Easy – serie TV, episodio 2x02 (2017)
- Deep State – serie TV, 5 episodi (2018-2019)
- Pine Gap, regia di Mat King – miniserie TV (2018)
- Succession – serie TV, episodio 1x01 (2018)
- Cheat – serie TV, 4 episodi (2019)
- World on Fire – serie TV, 9 episodi (2019-2023)
- P-Valley – serie TV, 16 episodi (2020-2022)
- A Discovery of Witches - Il manoscritto delle streghe (A Discovery of Witches) – serie TV, 3 episodi (2022)
- Spy/Master – serie TV, 6 episodi (2023)
- Red Eye – serie TV, 4 episodi (2024)
- Dune: Prophecy – serie TV, episodi 1x01-1x04 (2024)

## Riconoscimenti
- Black Reel Awards
  - 2017 – Candidatura al miglior attore protagonista per Ti amo Presidente
- Indiana Film Journalists Association
  - 2016 – Candidatura al miglior attore per Breakout of the Year
  - 2017 – Candidatura al miglior attore per Ti amo Presidente

## Doppiatori italiani
Nelle versioni in italiano delle opere in cui ha recitato, Parker Sawyers è stato doppiato da:
- Gianfranco Miranda in Ti amo Presidente
- Giuliano Bonetto in Succession
- Daniele Di Matteo in Infinite Storm

Da doppiatore è stato sostituito da:
- Alberto Sette in Battlefield 1
- Federico Viola in Detroit: Become Human